# ジアセトンアルコール
ジアセトンアルコール (diacetone alcohol, DAA) とは、有機化合物の一種で、ケトン、アルコールの官能基を持つ。他の化合物への合成中間体として利用される無色の液体。消防法に定める第4類危険物 第2石油類に該当する。
1873年、ハインツ (W. Heintz) により最初の同定が報告された。

## 合成
ジアセトンアルコールはその名の通りアセトンが二量化した化合物である。水酸化バリウムなどの塩基を触媒としてアセトンにアルドール縮合を行わせるとジアセトンアルコールが生成する。
ジアセトンアルコールに触媒量のヨウ素を作用させると、脱水が起こりメシチルオキシドに変わる。